# 立ちション
立ちション（たちション）とは、立ち小便（たちしょうべん）の略で、立ったまま排尿をすることである。
主に男性が排尿する姿勢である。狭義では、屋外で立ったまま用を足すことを指す（⇒屋外排泄）。

## 方法
幼児を除き、衣服を脱がずに排尿する。便器の前でチャックを降ろして下着の前開きから陰茎だけを引っ張りだす。そのため男性用の下着には、陰茎を出すための前開きが作られていることが多い。但し、前開きを使った場合、陰茎を出す事に時間がかかったり、尿道が圧迫されるため下着の裾や上から出す人もいる。
包茎であれば周りに尿が飛び散らないように亀頭を露出させる。片手で陰茎を持って放尿し、もう片方の手で下着やズボンを支える。終わると陰茎を振って尿を切り、陰茎を下着の中にしまう。
なお、子供や陰茎が小さい者はズボンに尿がかかってしまうことが多いため、腰を前に突き出すとかかりにくくなる。

## 便器
公衆トイレの男性用トイレにおいては、立ち小便のために小便器が設置されている。通常、立ち小便に用いる小便器は個室化がされておらず、周りの人が排尿する様子が見えてしまう。この背景には、男性の立ち小便は衣服を履いたまま排尿できることや、調査ではほとんどの男性が小便器の個室化が必要ないと考えていることが挙げられる。むしろ個室でないことにより、省スペースで済むため便器を多数設置できたり、回転が早い等のメリットが多い(後述)。海外では、個別の小便器すら設置されておらず、複数人で同時に用を足す小便器が設置されていることも多い。

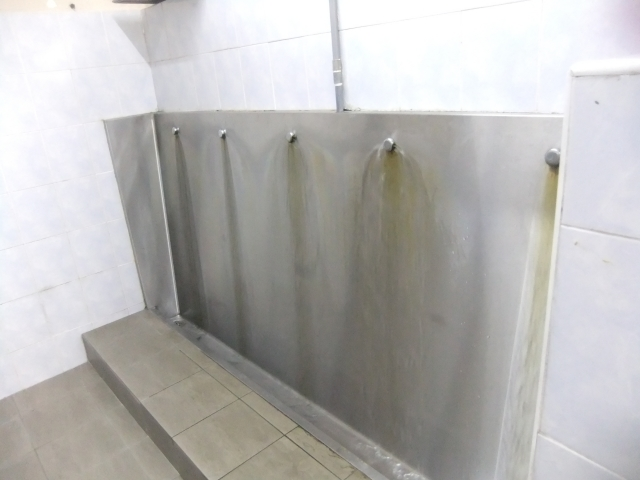
urinal

洋式便器や和式便器においても立ち小便をする男性は多い。洋式便器では6割、和式便器では8割の男性が座らずに立ち小便をする
。洋式便器で立ち小便する場合は、便座への飛び散り防止のために、便座を上げて行う。また、和式便器においては、立ち小便のために便器の段差が高くなっている場合がある。

## 傾向
多くの男性が、男は立って小便するものだ、という既成観念を持っているが、飛び散りなどの問題から、近年では自宅では座って小便をする男性が増えている。
しかし、公衆用トイレにおいては小便器があるために、ほとんどの男性が立ち小便をする傾向は変わらない。このように公衆トイレで男性が排尿をする場合は、立ち小便をするのが一般的であるために、小学生において個室の洋式便器や和式便器を利用することは排便をすることと認識され、個室に入りにくいという問題がある。調査では、6割以上の小学生が学校のトイレで個室に入らないと答えた 。その流れを受けて立ち小便器を全て撤去して個室化する学校も出たが、たとえ個室化しても、長く入っているだけで大便だと分かり、からかわれてしまって無意味である他、洋式便器において子供が立ち小便をするために床が汚れて臭う、学校以外の小便器を使えないという子供がいる等の問題が多かったため、結局小便器の再設置をする動きがある。

## トイレットトレーニング
上述のような問題から、トイレットトレーニングにおいても座って排尿するだけでなく、立ち小便を教える必要がある。
小児男子の場合陰茎が小さく包茎が多いため、下半身の着衣を一旦全部脱衣させた方が良い。慣れてきたら下着のみを着用した状態でさせる段階を経て、小学校に上がる前までには、衣服を着用した状態で排尿できるように訓練する。
小児が洋式便器で立ち小便しようとすると高さが足りないため、踏み台を購入すると良い。公衆トイレにおいては、男児用小便器が女子トイレにも設置されていることが多いため、練習できる。

## メリット

### 解剖学的観点
解剖学的に、男性は座って小便するよりも、立って小便する方が残尿が少なくなるとされている。残尿は尿路感染症のリスクを高めたり、尿管の炎症を引き起こすため、男性が座って小便すると排尿障害や前立腺肥大あるいはEDや睾丸癌などの健康被害に繋がりやすいリスクが指摘されている。
実際、2022年に兵庫医科大学の研究チームが男性の排尿時の骨盤内臓器をMRIにより解析したところ、
男性の身体は座り小便と比べて立ち小便の方が骨盤底筋の活動が適切に機能しており、膀胱や尿道の位置関係が排尿に適した状態になるために、座り小便と比べて立ち小便の方が残尿が少なくなっていることが分かった。研究では、20ml以上の残尿が認められたのは、立ち小便ではわずか13名中1名のみであった一方、座り小便では13名中7名と、半数以上の者に多くの残尿が認められた。

### 所要時間的観点
立ち小便器は衣服を脱ぐ必要もなく、個室化の必要もない。また、男性は排尿に際して衣服の着脱が簡易なことや、排尿後にトイレットペーパーで性器を拭う必要がないことも相まって、男性用トイレは効率的な回転を実現できている。
調査によると排尿時間は男性の平均が29.00秒（若い男性は22秒）、女性の平均は18.05秒と男性の方が長いにもかかわらず、男性が小便器を利用する平均時間は37.7秒に対し、女性の個室トイレの平均利用時間は約93.1秒で、男性の約2.5倍の時間がかかっている
。

## 問題点

### 尿の飛び散り
立ち小便をすると、便器の外に尿が飛び散る。陰茎から便器までの距離は、和式便器が最も長く、次に洋式便器、最も短いのが小便器であるため、小便器は最も尿が飛び散りにくいという点で有用である。
調査では、洋式便器だと周辺や床に20回に1回以上の頻度で汚すと答えた者が半数近くであったが、小便器の場合2割程度であった。さらに、男性に立ち小便の際に尿がハネてよく汚すところを聞き取ったところ、便器の縁にこぼすことが多いと答えた者は洋式便器の方が圧倒的に高かった一方、洋式便器より小便器の方が床やズボンや靴にこぼしやすいという結果になった。これは、洋式便器においては狙いをよく定めないと便器外にこぼしやすいために床やズボンにはこぼしにくいが、小便器においては油断から前の壁を見つめたり、隣に知人がいる場合は知人と喋りながら用を足すためだと考えられる。
洋式便器においては、座り小便をすると便座の裏面に多くの尿が飛び散りやすいため、男性が座って小便をすることで必ずしも清掃が楽になるとは限らない。洋式便器において立ち小便をする場合、便器の奥の水の貯まっていない所に向かって放尿するより、水貯まりに向かって放尿する方が便器外への飛び散りを95％程度抑えることができるため衛生的である。
小便器においては、近づきすぎると自らの尿が跳ね返って衣服に多数付着するため不衛生である。また、ほとんどの小便器の淵は洗浄されないため、便器の淵と衣服が触れるまで近づいた場合は衣服に多量の他人の尿が付着するため極めて不衛生である。一方、離れすぎると小便器の外に尿がこぼれてしまう。そのため、小便器から12cm程度離れることがベストな立ち位置とされている。
イギリスでは、立ち小便の被害が多い地域がいくつかあり、ウェストミンスターでは、立ち小便被害に遭った歩道を洗い流すための水道の料金も含め、年間100万ポンド（約1億6000万円）が使われているとされる。対策のため、特に被害が酷い壁などに、水分が勢いよく反射する塗料を使うなどしている。一方で、イギリスの公衆トイレは年々減っている。

## 女性の立ち小便
海外では洋式便器を使用する際に、女性も腰を浮かせて中腰で小便をすることが多く、和式便器においても前かがみの姿勢で尻を突き出し、中腰になって後方に排尿することが多い。
このように中腰で排尿できる便器として「サニスタンド」がアメリカで登場し、日本でも東洋陶器（現・TOTO）が1951年に発売したが、日本では普及しなかった。
しかし、1999年のアメリカの調査で、600人の女性を対象に立ち小便できる女性用小便器を使用することに関心があるかどうかを聞いたところ、そのような便器が欲しいと答える者が過半数であった。また、オーストラリアで実施された2011年の調査では、インタビューを受けた女性の半数以上が、利用可能な小便器がある場合は、それを使用すると答えた。
「排尿に関する男女平等」の動きもあり、2017年にはオランダでは排尿の平等を主張し、排尿の可能性を制限することを女性差別と捉え、男子用小便器を使用して抗議する団体が現れた。これはオランダでは路上に多数の男子用小便器が設置されているが、23歳の女性GeertePieningはそれを使えずに路上で排尿したことにより、罰金を科されたことが発端であった
。
このようなニーズの高まりを受けて、2004年のグラストンベリーなどの野外フェスティバルで、滞留時間を短縮し、長い行列を緩和するために、女性用立ち小便器が導入された。2011年にはデンマークのロスキレフェスティバルで女性用小便器が登場した。この小便器はPolleeと呼ばれ、横向きに配置されており、複数人の女性が同時に立ち小便することができる。個室化はされておらず、隣との間に仕切りがある。この小便器は好評で、普及が広がっている。

## ドーピング検査
ドーピング検査においては、男性女性共に立ち小便をすることが求められる。これは座って小便をした場合、本人の性器から排尿されているか確認できないからである。
男性の場合、小便器の前に立ち上半身の着衣は胸まで上げ、ズボン、下着を下げる。これは衣服に別の尿検体等を隠し持つことがないようにするためである。小便器からある程度距離を取り、やや検査員の方に体を傾けて片方の手で陰茎を持ち、片方の手で採尿容器を持ち採尿する。採尿の間はDCO(ドーピング検査員)が斜め横から本人の陰茎から排尿されているのを確認する。
女性の場合、洋式便器もしくは和式便器で中腰になり、男性同様上半身の着衣は胸まで上げ、ズボン、下着を下げる。採尿容器を片手で持ち採尿する。採尿の間はDCOが被験者の前に立ち、本人の性器から排尿されているのを確認する。